# مبرهنة نورتون

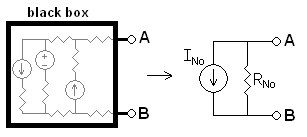

مُبَرْهَنَةُ نُورتُون (بالإنجليزية: Norton's theorem)‏ تستخدم لتبسيط الدائرات الكهربائية الخطِّيَّة إلى دائرات أبسط منها، و تشبه مبرهنة نورتون مبرهنة ثيفينين والفرق الوحيد بينهما هو أن الدائرة المكافئة لأي شبكة كهربائية حسب مبرهنة ثيفينين يستعاض عنها بمصدرٍ لفرق الجهد (Vth) موصولاً على التوالي مع مقاومة كهربائية داخلية (Rth) بينما يستعاض عنها حسب مبرهنة نورتون بمصدرِ تيارِ كهربائيٍ قيمة تيارِه(In) موصولاً على التوازي مع مقاومة كهربائية داخلية (Rn). سٌميت على اسم مبتكرها العالم إدوارد لاوري نورتون.